# Richard Hindls
Richard Hindls (* 1. dubna 1950 Praha) je český statistik a ekonom, v letech 2006 až 2014 rektor Vysoké školy ekonomické v Praze. Před svým nástupem do funkce rektora byl mezi lety 2001 a 2006 děkanem Fakulty informatiky a statistiky VŠE. V letech 2014 až 2018 působil jako člen a místopředseda Rady České televize, od konce roku 2017 do roku 2022 byl členem Národní rozpočtové rady.

## Život
Narodil se v Praze-Krči. Jeho otec Vojtěch Hindls byl za II. světové války vojákem československé jednotky v Británii a v Africe (Tobruk), několikrát za války vyznamenaným.
V roce 1976 absolvoval pražskou Vysokou školu ekonomickou (VŠE), obor ekonomicko-matematické výpočty. Na téže škole získal roku 1989 titul CSc. V roce 1993 byl jmenován docentem pro obor statistika, v roce 1998 pak profesorem pro stejný obor.
V letech 1976–1987 pracoval v České plánovací komisi, poté se stal pedagogem na katedře statistiky VŠE. Profesně se věnoval především analýze a prognóze ekonomických časových řad, zejména makroekonomických agregátů, analýze dat z marketingových výzkumů, statistickým metodám v auditingu a národnímu účetnictví. V uvedených oblastech publikoval na 300 odborných textů v Česku i v zahraničí.
V roce 2005 byl poprvé zvolen rektorem VŠE (funkce se ujal v roce 2006) a v roce 2009 byl zvolen do svého druhého funkčního období (na roky 2010–2014). V letech 2001–2006 byl děkanem Fakulty informatiky a statistiky VŠE v Praze. Vedoucím katedry statistiky a pravděpodobnosti VŠE byl od roku 1992 do roku 2018. V letech 2011–2013 byl místopředsedou České konference rektorů. 
Od roku 2012 do roku 2014 byl členem Etického panelu České televize. V březnu 2014 byl zvolen Poslaneckou sněmovnou PČR členem Rady České televize. Do Rady ČT jej navrhla Akademie věd ČR, získal 124 hlasů od přítomných poslanců. V květnu 2014 pak byl zvolen místopředsedou Rady České televize. Na funkci člena a místopředsedy Rady České televize však na začátku roku 2018 rezignoval, jelikož byl na konci roku 2017 zvolen členem Národní rozpočtové rady. Členství v obou radách je totiž neslučitelné.
Je členem mnoha odborných grémií v České republice i v zahraničí (mj. členem Vědecké rady Vysoké školy ekonomické v Praze, Vědecké rady Univerzity Karlovy, Vědecké rady Fakulty informatiky a statistiky VŠE, členem Inženýrské akademie ČR, předsedou Správní rady Univerzity Karlovy, místopředsedou České statistické rady, členem Asociace národního účetnictví v Paříži, Mezinárodního statistického institutu, v letech 2006 až 2014 byl členem Strategické rady programu CEMS v Paříži aj.). Od roku 2017 je předsedou odborné poroty projektu Česká hlava, která uděluje prestižní ocenění významným českým vědcům. Od roku 2021 je předsedou Dozorčí rady proslulého hudebního festivalu Pražské jaro.
Richard Hindls je také známým klavíristou, společně s tenorsaxofonistou Ladislavem Vrátilem v první polovině devadesátých let 20. století nahráli několik samostatných hudebních alb. Za počet prodaných CD, MG a LP nosičů pak oba obdrželi v říjnu roku 2012 „Platinovou desku“. Oblíbenou zálibou Richarda Hindlse je fotbal, v letech 2007–2008 byl prezidentem klubu Sparta Krč.
Richard Hindls je ženatý a má dvě děti.

## Ocenění
- Na základě hlasování studentů vysokých škol, které pořádá Česká studentská unie, získal v roce 2013 titul "Rektor roku".[8]
- V říjnu 2012 převzal v polském městě Wroclaw "Medaili za rozvoj spolupráce mezi Polskem a Českem v oblasti statistiky".[7]
- V dubnu 2013 obdržel prof. Hindls "Křišťálový Řád Vavřínu Hospodářské komory České republiky".[9]
- V roce 2014 mu Městská část Praha 4 udělila Čestné občanství.[7][10]
- Dne 27. září 2016 obdržel z rukou předsedy Senátu Parlamentu České republiky Milana Štěcha "Stříbrnou pamětní medaili".[11]
- V únoru 2017 obdržel "Cenu Wernera von Siemense jako nejlepší pedagogický pracovník".
- V lednu 2018 jej ocenila Slovenská republika u příležitosti 25. výročí vzniku Slovenska vyznamenáním "Za mimoriadne zásluhy o rozvoj priatelských vztahov so Slovenskou republikou".
- V roce 2020 převzal Zlatou medaili Univerzity Karlovy za mimořádné zásluhy o rozvoj této univerzity a ve stejném roce pak také Medaili Aloise Rašína za zásluhy o rozvoj VŠE.
- V listopadu 2020 obdržel “Medaili Josefa Hlávky” jako ocenění jeho celoživotního díla ve prospěch české vědy, umění a vzdělanosti.[12]